# Adolf Orłowski
Adolf Orłowski vel Adler (ur. 1 marca 1906 w Łodzi, zm. 22 lutego 1946 tamże) – polski kolaborant III Rzeszy, oskarżony o znęcanie się na więźniami Radogoszcza i przynależność do Schutzstaffel, skazany na karę śmierci 15 grudnia 1945.

## Życiorys
Adolf Orłowski vel Adler, syn Jana i Anny z d. Martin, urodzony 1 marca 1906 r. w Łodzi, mieszkał przy ul. Kilińskiego 153. W czasie okupacji niemieckiej przyjął nazwisko Adler, zrzekł się polskości, wstąpił do SS i pracował jako strażnik w więzieniu na Radogoszczu.
W latach 1940–1943 brał czynny udział w katowaniu więźniów — bił, wyzywał, znęcał się nad nimi psychicznie i fizycznie. Jego działalność miała miejsce w „Rozszerzonym Więzieniu Policyjnym” w Radogoszczu, gdzie więziono m.in. młodzież łódzką, robotników przymusowych, ofiary łapanek, więźniów politycznych oraz osoby podejrzewane o wykroczenia przeciw niemieckiemu prawu.

## Skazanie
Śledztwo przeciwko Adolfowi Orłowskiemu rozpoczęło się po ogłoszeniu w „Głosie Robotniczym”.
13 września 1945 roku został aresztowany i osadzony w więzieniu przy ul. Kopernika w Łodzi. Jego proces odbył się 15 grudnia 1945 roku przed Specjalnym Sądem Karnym w Warszawie z siedzibą w Łodzi. Oskarżono go na podstawie tzw. dekretu sierpniowego.
Był współodpowiedzialny za podpalenie więzienia w którym znajdowało się w szacunku od różnych źródeł od 1500 do 3000 więźniów, poza nim, przed sądem stanął Oskar Mittman (Skazany na 3 lata pozbawienia wolności) oraz Johann Hoffman (Skazany na 10 lat pozbawienia wolności).
Został skazany na karę śmierci, utratę praw publicznych i honorowych oraz konfiskatę całego majątku. Podczas procesu kluczowe znaczenie miały relacje świadka polskiego działacza społecznego, adwokata i więźnia obozów koncentracyjnych Władysława Zarachowicza. Prezydent Bolesław Bierut nie skorzystał wobec niego z prawa łaski. Wyrok wykonano 22 lutego 1946 roku.